# Mitrapsylla amazonica
Mitrapsylla amazonica is een halfvleugelig insect uit de familie bladvlooien (Psyllidae). De wetenschappelijke naam van deze soort werd voor het eerst geldig gepubliceerd door Rendón-Mera, Burckhardt, Cavichioli en Queiroz in 2020.